# 菟狭津彦命
菟狭津彦命（うさつひこのみこと、生没年不詳）は、古代日本の豪族で初代宇佐国造。

## 概要
『古事記』では宇沙都比古、『日本書紀』、「皇孫本紀」では菟狭津彦、「国造本紀」では宇佐都彦命と表記される。
『古事記』では豊国の宇沙に、『日本書紀』では筑紫国の菟狭にいた人物とされ、菟狭津媛命と共に兄妹で登場する。
『日本書紀』では、神武天皇が東征し、中洲（大和国）をめざして国神の珍彦を海導者として筑紫国の菟狭に上陸したとき、菟狭国造の祖である菟狭津彦と菟狭津媛がおり、菟狭川の川上に一柱騰宮（あしひとつ あがりのみや）を造営して饗応の奉仕をした。そこで神武天皇は勅をして、妹の菟狭津媛を待臣の天種子命（中臣連遠祖）に娶らせたとされる。『先代旧事本紀』、『古事記』においても同様の伝承を記すが、『古事記』では天種子命に関する記述がない。
宇佐郡
宇沙都彦命（忠君）（敬神）（大義名分）
高皇産令命の孫天御降命の子で宇佐島に座した。比売大神に奉仕したが 神武天皇東征の途次 宇佐に到り座せし一時 一柱騰宮を建てて御養を奉った。此れ即ち宇佐氏の祖で子孫は宮成、到津両男爵家を始め数百家に反映してゐる。—『修身科郷土資料集成』

## 系譜
高皇産霊尊（たかみむすび）の孫・天三降命（天活玉命の子）の子とされる。
妹の菟狭津媛命は天種子命の妻となり、中臣連の祖である宇佐津臣命を生んだ。